# Lisa Brenner
Lisa Brenner (Long Island (New York), 12 februari 1974), geboren als Lisa Dawn Goldstein, is een Amerikaanse actrice, filmproducente en scenarioschrijfster

## Biografie
Brenner werd geboren in Long Island (New York), en studeerde af in Engels en drama aan de Barnard College (onderdeel van Columbia-universiteit) in New York.
Brenner begon in 1994 met acteren in de televisieserie All My Children, waarna zij nog meerdere rollen speelde in televisieseries en films. Zij is het meest bekend van haar rol als Debra in de films The Librarian: Quest for the Spear (2004) en The Librarian: Return to King Solomon's Mines (2006).

## Filmografie

### Films
Uitgezonderd korte films.
- 2025 One Big Happy Family - als Rachel Torres
- 2022 The Deal - als Yuko Ito
- 2018 Say My Name - als Mary Page
- 2018 Bad Samaritan - als Helen Leyton
- 2018 Dance Baby Dance - als Lanie
- 2015 The Remains - als Melissa
- 2014 Cesar Chavez - als Jackie Stringer
- 2011 The Price of Happiness - als Cindy
- 2009 Little Fish, Strange Pond - als Juliet
- 2008 Blank Slate - als Anne Huston
- 2008 A Gunfighter's Pledge - als Gail Austin
- 2007 I'm Through with White Girls (The Inevitable Undoing of Jay Brooks) - als Molly
- 2006 The Librarian: Return to King Solomon's Mines - als Debra
- 2005 McBride: Anybody Here Murder Marty? - als Becky Tranter
- 2004 The Librarian: Quest for the Spear - als Debra
- 2004 Roomies - als schizofrene sollicitante
- 2003 Finding Home - als Amanda
- 2003 What Boys Like - als Reese
- 2003 The Diary of Ellen Rimbauer - als Ellen Gilcrest Rimbauer
- 2001 Alex in Wonder - als Jan
- 2000 The Patriot - als Anne Howard
- 1999 Brookfield - als Emma Preston

### Televisieseries
Uitgezonderd eenmalige gastrollen.
- 2023 The Ark - als Susan Ingram - 4 afl.
- 2020 The Virtual End - als Jamie - 7 afl.
- 2014-2015 Perception - als Tasha Ogden - 3 afl.
- 2014 We Are Angels - als Miranda - 4 afl.
- 2005 The Triangle - als Helen Paloma - 3 afl.
- 1999 Undressed - als Jenny - 5 afl.
- 1999 Turks - als Carolyn - 6 afl.
- 1995 Another World - als Maggie Cory - 5 afl.
- 1994 All My Children - als Allison Sloan - ? afl.

### Filmproducente
- 2025 One Big Happy Family - film
- 2024 Merry Licemas - korte film
- 2022 The Deal - film
- 2018 Say My Name - film
- 2017 Thirsty Girl - korte film
- 2015 Chatter - film

### Scenarioschrijfster
- 2025 One Big Happy Family - film
- 2024 Merry Licemas - korte film

- Bibliothèque nationale de France: cb15056625b (data)
- International Standard Name Identifier: 0000 0001 2022 5950
- Library of Congress Control Number: no2011100127
- Nederlandse Thesaurus van Auteursnamen: 273509128
- Virtual International Authority File: 24887525
- WorldCat: E39PBJp9vddM7pCqBVFKwvGbVC